# Isole Hawaii nordoccidentali
Le Isole Hawaii nordoccidentali o Isole Leeward sono un insieme di piccole isole e atolli della Catena Insulare Hawaiiana situate a nordovest (in alcuni casi anche molto lontano) delle Isole Kauai e Niihau. Sono amministrate dallo Stato americano delle Hawaii fatta eccezione per l'Atollo di Midway, che ha strutture residenziali temporanee ed è amministrato dallo United States Fish and Wildlife Service. Nello Stato delle Hawaii, fanno parte della Contea di Honolulu. Lo United States Census Bureau definisce quest'area come Zona di Censimento 114.98 della Contea di Honolulu. La sua superficie terrestre totale è di 8,0485 Km².

## Le isole
| Immagine | Isola                  | Nome originale | Estensione | Localizzazione          |
| -------- | ---------------------- | -------------- | ---------- | ----------------------- |
|          | Nihoa                  | Moku Manu      | 0,7 Km²    | 23°03′38″N 161°55′19″W  |
|          | Necker                 | Mokumanamana   | 0,183 Km²  | 23°34′N 164°42′W        |
|          | French Frigate Shoals  | Kānemilohaʻi   | 0,25 Km²   | 23°52.134′N 166°17.16′W |
|          | Gardner Pinnacles      | Pūhāhonu       | 0,024 Km²  | 25°01′N 167°59′W        |
|          | Maro Reef              | Nalukakala     | 0,004 Km²  |                         |
|          | Laysan                 | Kauō           | 4,114 Km²  | 25°42′14″N 171°44′04″W  |
|          | Lisianski              | Papaʻāpoho     | 1,556 Km²  | 26°02′00″N 173°00′01″W  |
|          | Pearl and Hermes Atoll | Holoikauaua    | 0,36 Km²   |                         |
|          | Midway                 | Pihemanu       | 6,2 Km²    | 28°12′N 177°21′W        |
|          | Kure                   | Mokupāpapa     | 0,86 Km²   | 28°25′N 178°20′W        |

- Nihoa, di 0,63 Km², è la più giovane delle IHNO, e la più alta, con colline verticali di 70 metri. Rappresenta la parte sud-ovest del cono vulcanico formato da un'isola. Si crede che gli antichi Hawaiiani siano rimasti lì per moltissimo tempo.
- Necker, di 0,16 Km², è a forma di uncino e con una cima di 82 metri. Sterile di vegetazione, era usata dagli antichi Hawaiiani a scopi religiosi, ma non per abitarvi a lungo termine.
- French Frigate Shoals è un atollo, la più ampia regione di scogliere di coralli nelle Hawaii, con 520 Km². L'atollo comprende una dozzina circa di isole più piccole, L'isola Tern ha un aeroporto e abitazioni umane.
- Gardner Pinnacles consta di due piccole cime di basalto, ed è l'ultima isola rocciosa nelle Hawaii. Mentre l'isola in sé è minuscola, le scogliere circostanti sono ampie e varie.
- Maro Reef, di 2,5 Km² è un insieme di barriere coralline estremamente fertili che viene descritto come un "giardino di corallo".
- Laysan è un'isola di 3,69 Km², piatta e sabbiosa, con un lago naturale al suo interno, uno dei cinque che si trovano alle isole Hawaii. Quest'isola possiede probabilmente l'ecosistema più vario tra tutte le IHNO, ed accoglie circa due milioni di esemplari di uccelli, appartenenti a diciassette specie differenti.
- Lisianski Island, che ha un'estensione di soli 1.6 Km², è molto simile a Laysan dal punto di vista geologico, sebbene al suo interno non sia presente nessun lago. Nonostante la biodiversità di quest'isola sia minore, le scogliere circostanti sono particolarmente ricche di vita.
- Pearl and Hermes Atoll è un atollo molto simile a French Frigate Shoals, ma con una minore estensione di terre emerse. Per questa ragione quest'isola è stata sempre dimenticata dai raccoglitori di guano e dai cacciatori di uccelli.
- L'Atollo di Midway è la più conosciuta tra le IHNO, ed anche la più grande. La Battaglia delle Midway venne combattuta qui, e l'isola è completamente disabitata.
- L'Atollo di Kure, di forma circolare, contiene la "Green Island" (0.86 Km²), al cui interno si trovavano una stazione LORAN ed un'autostrada, adesso demolite. Per quanto riguarda la biodiversità, Kure è una delle meno interessanti tra le IHNO.

## Geologia

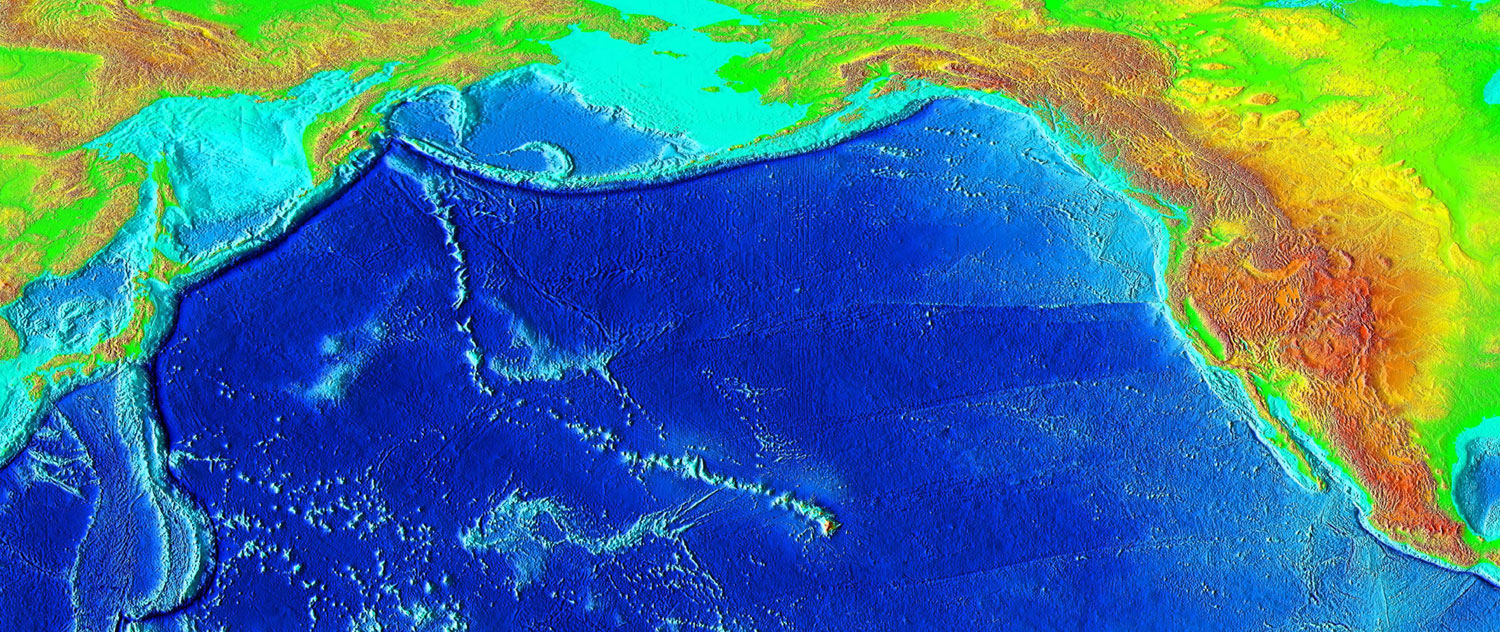
Catena Hawaii-Emperor dalle Hawaii al Pacifico nordoccidentale (Isole Aleutine)

Le isole hawaiane nordoccidentali si sono formate approssimativamente tra 7 e 30 milioni di anni fa, come vulcani a scudo sullo stesso punto caldo responsabile della formazione della Catena sottomarina Hawaii-Emperor a nord e delle isole hawaiane principali a sud. Le eruzioni vulcaniche hanno formato le isole seguendo una linea, a seguito dello spostamento della Placca pacifica a nord e poi a nordovest del punto caldo. Le isole così formatesi sono state poi gradualmente erose dal mare, che ha causato una riduzione tanto dell'altezza quanto della superficie emersa. Queste infatti si riducono man mano che ci si sposta dalle grandi isole meridionali, come le grandi isole delle Hawaii, verso gli atolli (o le montagne sottomarine) a nord di Darwin Point. Ognuna delle IHNO si trova a differenti stadi di questo processo di erosione. Nihoa, Necker e Garden Pinnacles sono isole rocciose, formate principalmente da basalto, e non sono state ancora erose a sufficienza da formare un atollo, e sono prive di barriera corallina. Laysan e Lisianski sono invece basse e sabbiose poiché sono state esposte per un tempo maggiore all'erosione delle acque. Infine French Frigate Shoals, Pearl and Hermes, Midway, and Kure sono atolli. 
A nord di Darwin Point la barriera corallina cresce più lentamente di quanto le terre emerse tendino a sprofondare sotto il livello del mare; di conseguenza, man mano che la Placca pacifica si sposta verso nordovest, esse diventano montagne sottomarine. L'Atollo di Kure si trova proprio in prossimità di Darwin Point, ed è destinata a sprofondare sotto la superficie dell'oceano nel momento in cui la crescita della barriera corallina non sarà sufficiente a contrastare il processo di subsidenza: lo stesso destino che attende tutte le isole Hawaii.

## Ecologia e biodiversità
Le Isole Hawaii distano circa 4000 km (2500 miglia) dalle coste nordamericane e circa 6100 km (3800 miglia) dalle coste asiatiche; è proprio a causa di questo isolamento che è possibile reperirvi uno straordinario numero di specie floristiche e faunistiche rare, dato che soltanto specie in grado di coprire grandi distanze a nuoto o in volo sarebbero in grado di raggiungere l'arcipelago. Nonostante i Polinesiani prima e gli Europei più tardi abbiano ampiamente modificato l'ambiente attraverso l'introduzione di nuove specie, l'ecosistema delle Hawaii Nordoccidentali è rimasto in larga parte intatto. Le vaste barriere coralline di Papahānaumokuākea ospitano infatti più di 7000 specie marine, tra i quali più di 1700 specie di organismi sono autoctoni delle Isole Hawaii. Per questa ragione, quest'area è stata soprannominata "le Galapagos americane."